# Lasiopogon apenninus
Lasiopogon apenninus là một loài ruồi trong họ Asilidae. Lasiopogon apenninus được Bezzi miêu tả năm 1921. Loài này phân bố ở vùng Cổ Bắc giới.